# Wiz Khalifa
Wiz Khalifa, pseudonimo di Cameron Jibril Thomaz (Minot, 8 settembre 1987), è un rapper, cantautore e attore statunitense.
Ha debuttato nel 2006 con l'album Show and Prove, prodotto dalla Warner Music Group. Wiz Khalifa pubblica il suo secondo album nel novembre del 2009, prodotto sempre dalla Warner Music Group. Nell'aprile del 2010 rende disponibile il download gratuito del mixtape "Kush & Orange Juice". Ottenendo successo tramite Twitter e Google, sigla un accordo con la Atlantic Records. Nel 2010 produce il singolo Black and Yellow che riscuote subito un grande successo. Nel 2011 viene pubblicata la versione di Black and Yellow cantata con Snoop Dogg, T-Pain e Juicy J, cofondatore dei Three 6 Mafia. Nel 2015 collabora con Charlie Puth per il singolo See You Again, tratto dal film Fast & Furious 7 e dedicato alla memoria dell'attore Paul Walker sempre per il film Fast & Furious 7 incide Go Hard Or Go Home con Iggy Azalea. Nel 2016 assieme a Lil Wayne, Imagine Dragons e altri artisti incide Sucker for Pain per la colonna sonora del film Suicide Squad e nel 2017 "Gang Up" assieme a Young Thug, 2 Chainz e PnB Rock per il film Fast & Furious 8.

## Biografia
Wiz è nato col nome di Cameron Jibril Thomaz, l'8 settembre 1987 a Minot, nel Nord Dakota. I suoi genitori erano entrambi militari e divorziarono quando lui aveva solo 3 anni. Il lavoro dei genitori lo portò a trasferirsi in Germania, Giappone e in Inghilterra, finché non si stabilì a Pittsburgh, dove frequentò la Taylor Allderdice High School. Poco dopo essersi trasferito a Pittsburgh, Wiz iniziò a scrivere e ad eseguire i propri testi.
Il suo nome artistico Khalifa deriva dall'arabo e vuol dire "successore" e da "wisdom", cioè "saggezza" in inglese, abbreviato in Wiz.
All'età di 15 anni registrava regolarmente la sua musica in uno studio chiamato ID Labs. La direzione dello studio è rimasta talmente impressionata dai suoi testi che hanno permesso a Khalifa di registrare gratuitamente. Ciò gli ha permesso di ricevere un periodo di studio professionale senza alcun costo per lui. Inoltre, questo gli ha permesso di ricevere più visibilità in così giovane età rispetto ad altri artisti.
Il presidente della Rostrum Records, Benjy Grinberg ha sentito parlare di Wiz Khalifa nel 2004 quando il contributo del rapper a un mixtape di vari nuovi artisti di Pittsburgh ha attirato il suo interesse. Quando Grindberg lo riesce ad incontrare firma con lui e da qui cominciano sette anni di continua crescita per il rapper.
Wiz debutta col mixtape "Prince of the City: Welcome to Pistolvania" nel 2005. Poi nel 2006 pubblica il suo primo album intitolato Show and Prove. La rivista Rolling Stone lo reputa un "artista da seguire".
Nel 2007 firma con la Warner Music Group e pubblica due mixtape. Il suo singolo di debutto con la Warner Bros. "Say Yeah" raggiunge la posizione 25 nella Billboard's Hot Rap Tracks. Wiz Khalifa si distacca dalla Warner Music Group per alcuni ritardi sulla pubblicazione del suo album di debutto Flight School. Abbandona poi la casa discografica ufficialmente il 31 luglio 2009.

### Deal or No Deal(2009-2010)

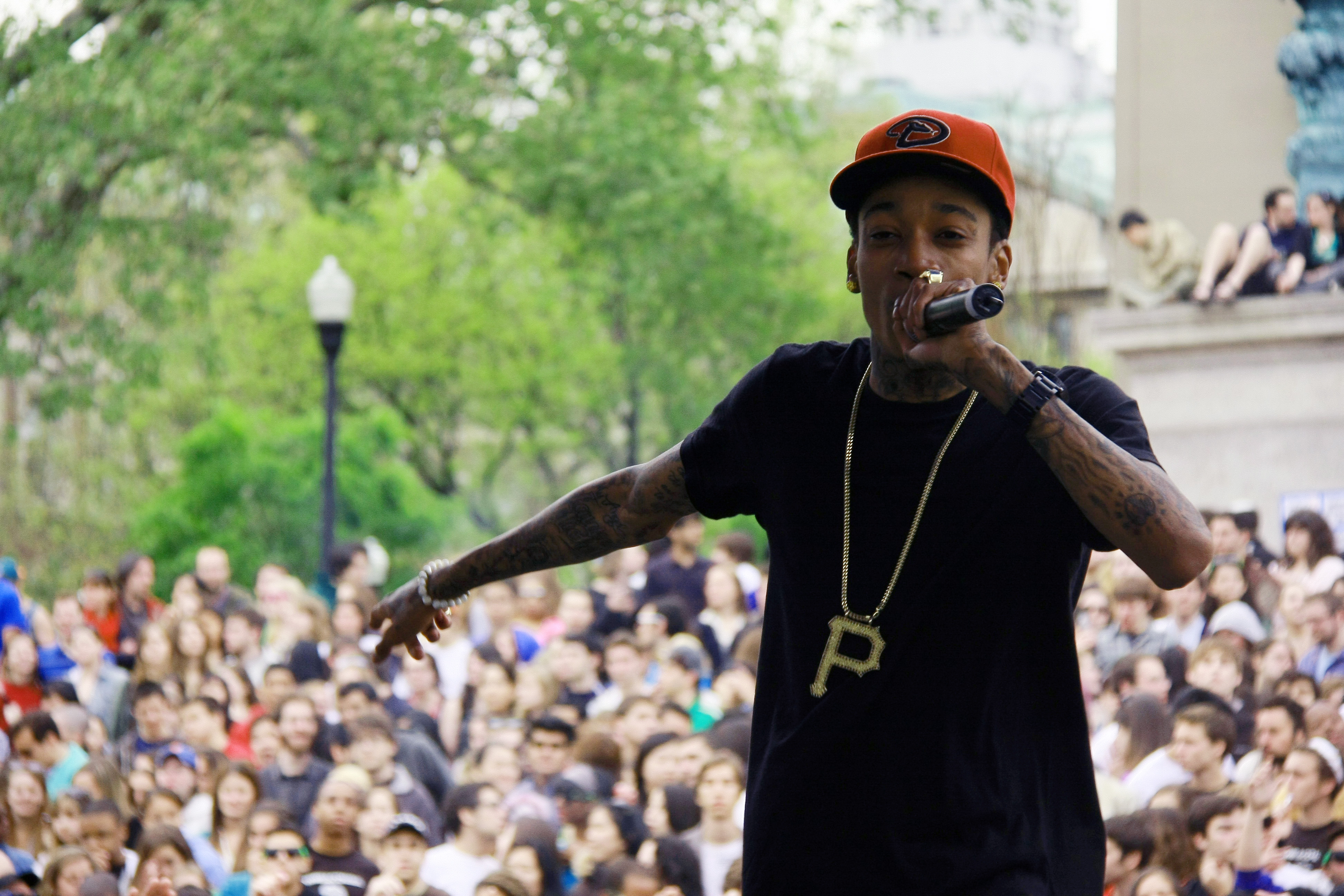
Wiz Khalifa si esibisce alla Columbia University di New York nell'aprile 2010.

Continuando la sua unione con la Rostrum Records, Khalifa pubblica il singolo "Teach U To Fly" e il mixtape How Fly, in collaborazione con il rapper di New Orleans Curren$y nell'agosto del 2009. Wiz introduce un ulteriore stile melodico nel mixtape, alternando cantato e rappato nei brani. Nel novembre sempre del 2009 distribuisce il mixtape Burn After Rolling, rappando su basi di canzoni note. Pochi giorni dopo commercializza il suo secondo album Deal or No Deal
Wiz viene nominato "Rookie of the Year" da "The Source", comparendo sulla copertina con Rick Ross, nominato "Man of the Year". Intraprende un Tour con il rapper Yelawolf, il Deal Or No Deal Tour. Nell'aprile del 2010 pubblica il mixtape Kush and Orange Juice.

### La firma con la Atlantic Records (2010)
Nell'aprile del 2010 Khalifa ha firmato con la Atlantic Records, anche se non arriva una sua conferma. Nel giugno del 2010 afferma di voler pubblicare un album ed a luglio su MTV dichiara di aver firmato con la Atlantic Records.
Wiz si è esibito nel 2010 al Rock the Bells festival insieme ad altri veterani del rap e hip-hop come Wu-Tang Clan, Snoop Dogg, Lauryn Hill, A Tribe Called Quest, Rakim, KRS-One, Jedi Mind Tricks e Slick Rick. Nel 2010 Wiz rifiuta l'invito di fare un tour con Drake, e ne fa uno da solo chiamato "Waken Baken Tour", tour nazionale che passa per 50 città con il rapper Yelawolf. Nel novembre del 2010, Wiz durante il suo "Waken Baken Tour" viene arrestato per possesso e spaccio di marijuana. È stato poi rilasciato il mattino seguente dopo aver pagato una cauzione di 300.000 dollari.

### Rolling Papers, Mac & Devin Go to High School(2011)

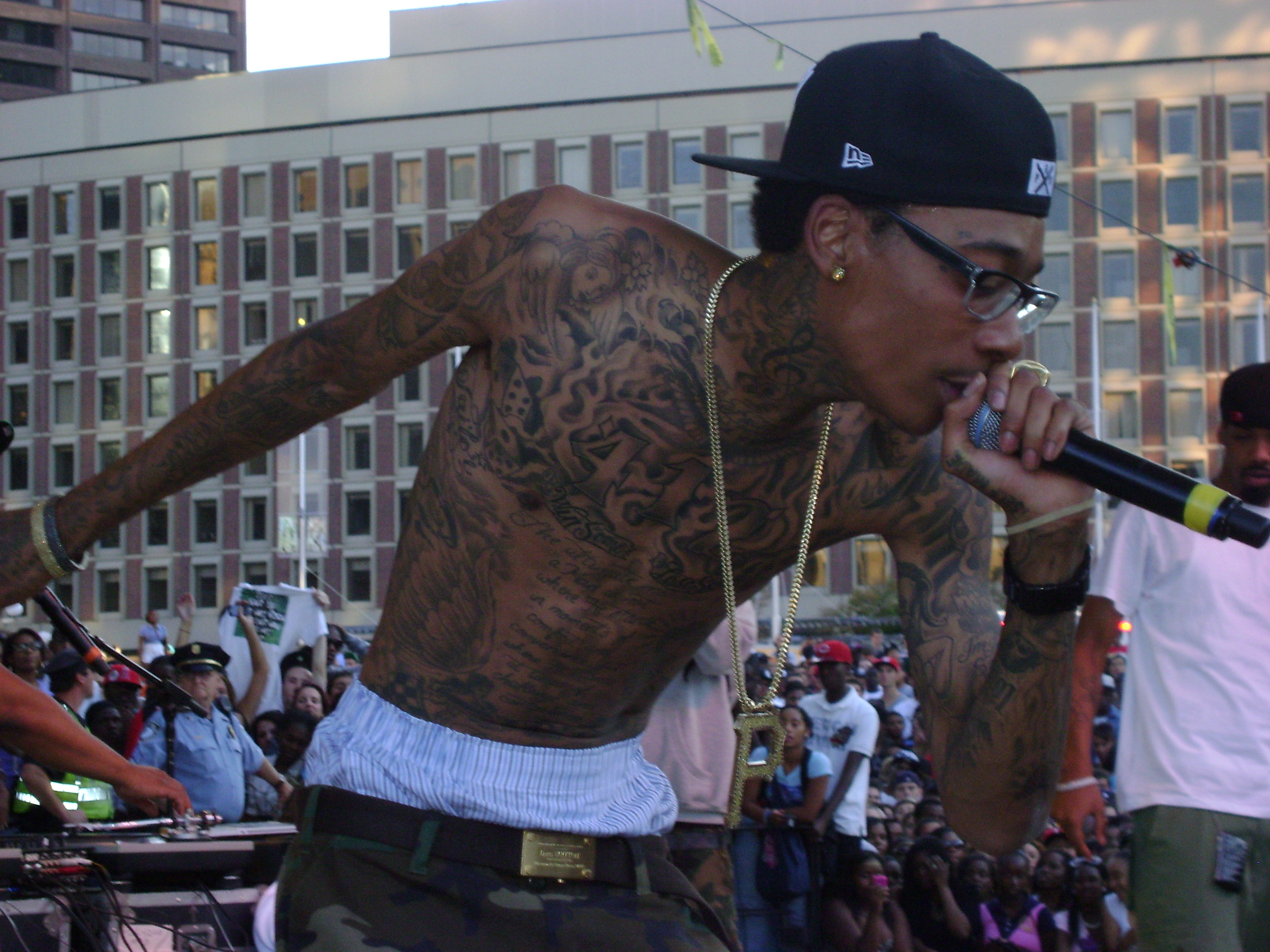
Il rapper a Boston nel 2010

Verso la fine del 2010 Wiz ha pubblicato il singolo Black and Yellow che raggiunge la posizione numero 1 della Billboard Hot 100, la canzone è riferita ai colori del Pittsburgh Steelers . Wiz realizza anche un remix dello stesso insieme a Snoop Dogg, Juicy J e T-Pain.
Il 29 marzo 2011 pubblica il suo primo studio album Rolling Papers. L'album debutta al numero 2 nella classifica Billboard 200, vendendo nella prima settimana 197 000 copie solo negli USA.
In seguito realizza insieme a Snoop Dogg l'album Mac & Devin Go to High School, pubblicato per la promozione dell'omonimo film interpretato dai due rapper. Da quest'album viene estratto il primo singolo Young, Wild & Free, con la partecipazione di Bruno Mars.

### O.N.I.F.C.(2012)
L'11 aprile del 2012 annuncia che egli pubblicherà il suo secondo studio album chiamato "Only Nigga In First Class", abbreviato in O.N.I.F.C.. La data di uscita è prevista per il 14 agosto 2012. L'album viene in seguito posticipato al 4 dicembre 2012 e pur non ottenendo i risultati del suo debutto l'album è riuscito comunque a piazzare una prima settimana pari a 156 000 copie vendute nel mercato USA. Da O.N.I.F.C. vengono estratti i lead singles Work Hard, Play Hard e The Bluff in collaborazione con il rapper Camron. In seguito pubblica i video di It's Nothin in collaborazione con 2 Chainz e Remember You con The Weeknd. Il terzo singolo estratto è Let It Go con la partecipazione di Akon nel ritornello. Questo singolo è finalmente quello giusto permettendogli di piazzarla al 23º posto della Billboard Hot 100 e di girare i maggiori show televisivi americani. Sempre nel 2012 collabora con i Maroon 5 al singolo Payphone, primo estratto dal loro quarto album in studio Overexposed.
Il 20 aprile (giornata mondiale della Marijuana) presenta un EP da 7 tracce con Curren$y.

### Blacc HollywoodeRolling Papers 2(2013-presente)

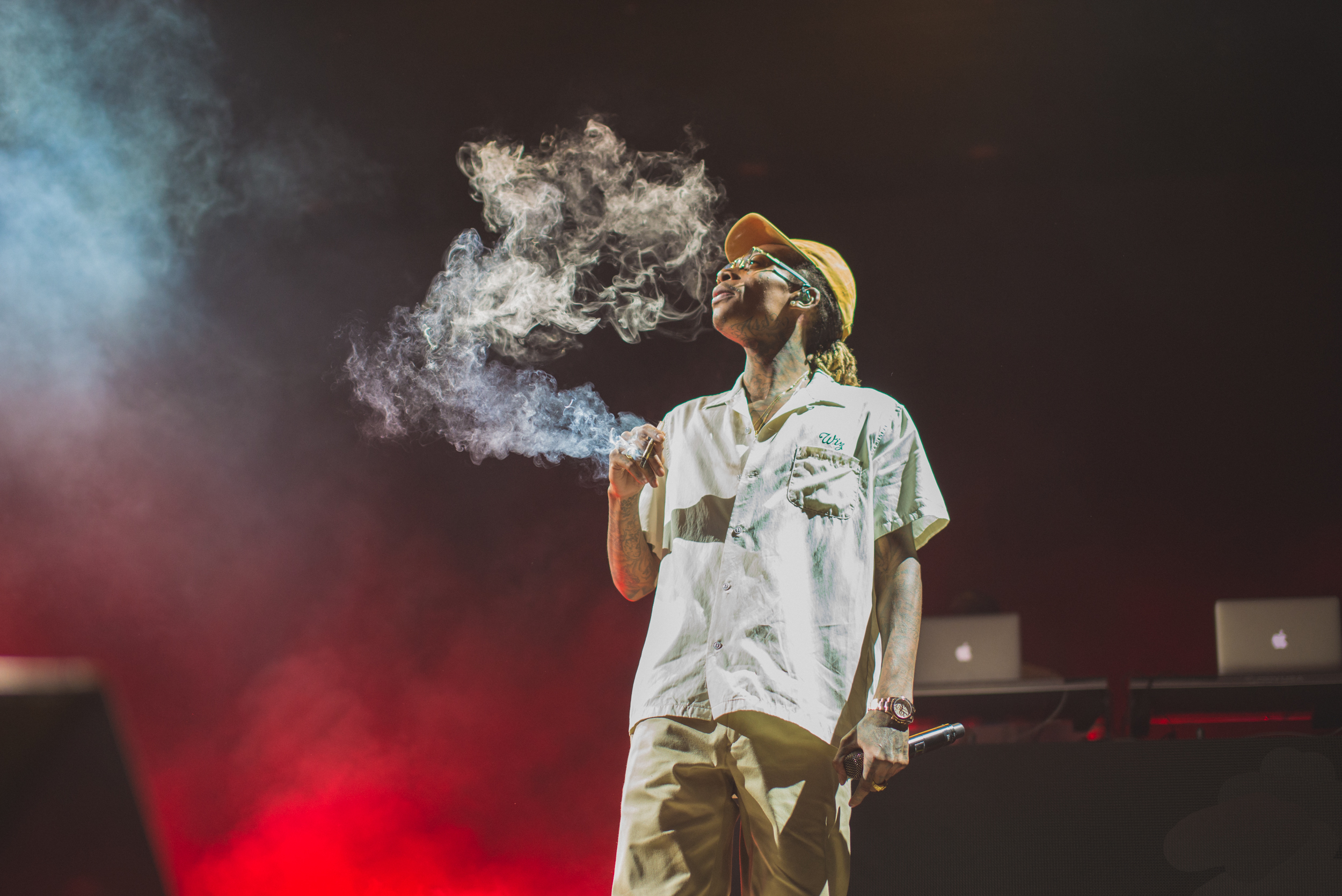
Wiz al The High Road Summer Tour nel 2016

Nell'aprile 2013, Khalifa ha rivelato che dopo aver avuto suo figlio ha deciso di lavorare a un nuovo album che aveva intenzione di pubblicare nel 2013. Il 17 aprile 2013, Wiz Khalifa e Curren$y hanno annunciato che lasceranno la loro collaborazione in EP intitolata Live in Concert il 20 aprile 2013. L'EP ha presentato sette nuove canzoni. Il 24 giugno 2013, ha annunciato che il suo quinto album in studio sarebbe stato intitolato Blacc Hollywood e sarebbe uscito nel 2013. Il 3 settembre 2013, Khalifa ha rivelato di aver registrato delle canzoni con Miley Cyrus e Juicy J per l'album.
In data 11 febbraio 2014, Wiz ha rilasciato l'album Blacc Hollywood e il primo singolo si intitola " We Dem Boyz ". Il 31 marzo 2015, Wiz Khalifa ha pubblicato un EP con il collega della Taylor Gang Records il cantante Ty Dolla $ign, "Talk About It in the Morning". Quello stesso mese, Khalifa e Charlie Puth pubblicarono la canzone " See You Again ", un tributo all'attore Paul Walker, che morì durante le riprese di Fast and Furious 7.
Dopo aver pubblicato "Weedmixes" su SoundCloud, tra cui "Ziplocc" e "Maan!", Wiz è passato a Twitter per creare hype sul suo nuovo mixtape, 28 Grams , che doveva essere pubblicato il 25 maggio 2014. Tuttavia, Wiz è stato arrestato per possesso di marijuana il giorno prima, e c'erano timori che il mixtape non sarebbe mai uscito. Dopo aver postato un "jail selfie" e un hashtag "FreeTrapWiz" su Twitter, è stato rilasciato alcune ore dopo, il che significa che il mixtape sarebbe andato avanti con la data di rilascio prevista.
Il 23 gennaio 2015, Wiz è stato protagonista di un remix della canzone " Uma Thurman " del gruppo Fall Out Boy. Il 18 maggio, hanno cantato insieme la canzone nello show dei Billboard Music Awards 2015 . Nell'estate del 2015, ha iniziato a girare gli Stati Uniti con i Fall Out Boy e Hoodie Allen in un tour intitolato " The Boys of Zummer Tour ". Il tour prevedeva esibizioni di "Uma Thurman" dei Fall Out Boy e Wiz. Più tardi quell'anno, il 15 dicembre 2015, Wiz pubblicò il mixtape " Cabin Fever 3 ". Durante i Golden Globes, il 10 gennaio 2016, Wiz ha annunciato che il suo prossimo album, intitolato "Khalifa" , uscirà il 22 di quel mese. Tuttavia, l'album è stato pubblicato il 5 febbraio 2016. Nel 2016, ha pubblicato "Pull Up", un singolo indipendente in promozione del suo sesto album, Rolling Papers 2, pubblicato il 13 luglio 2018.
Nel 2016, Khalifa ha citato in giudizio l'ex manager Benjy Grinberg e Rostrum Records a causa di un "accordo a 360" che ha firmato e che ha dichiarato ingiusto. Khalifa ha chiesto $1 milione di dollari di risarcimento, nonché danni punitivi e spese legali. Lui e Grinberg si sono separati dopo 10 anni di collaborazioni.

## Vita privata

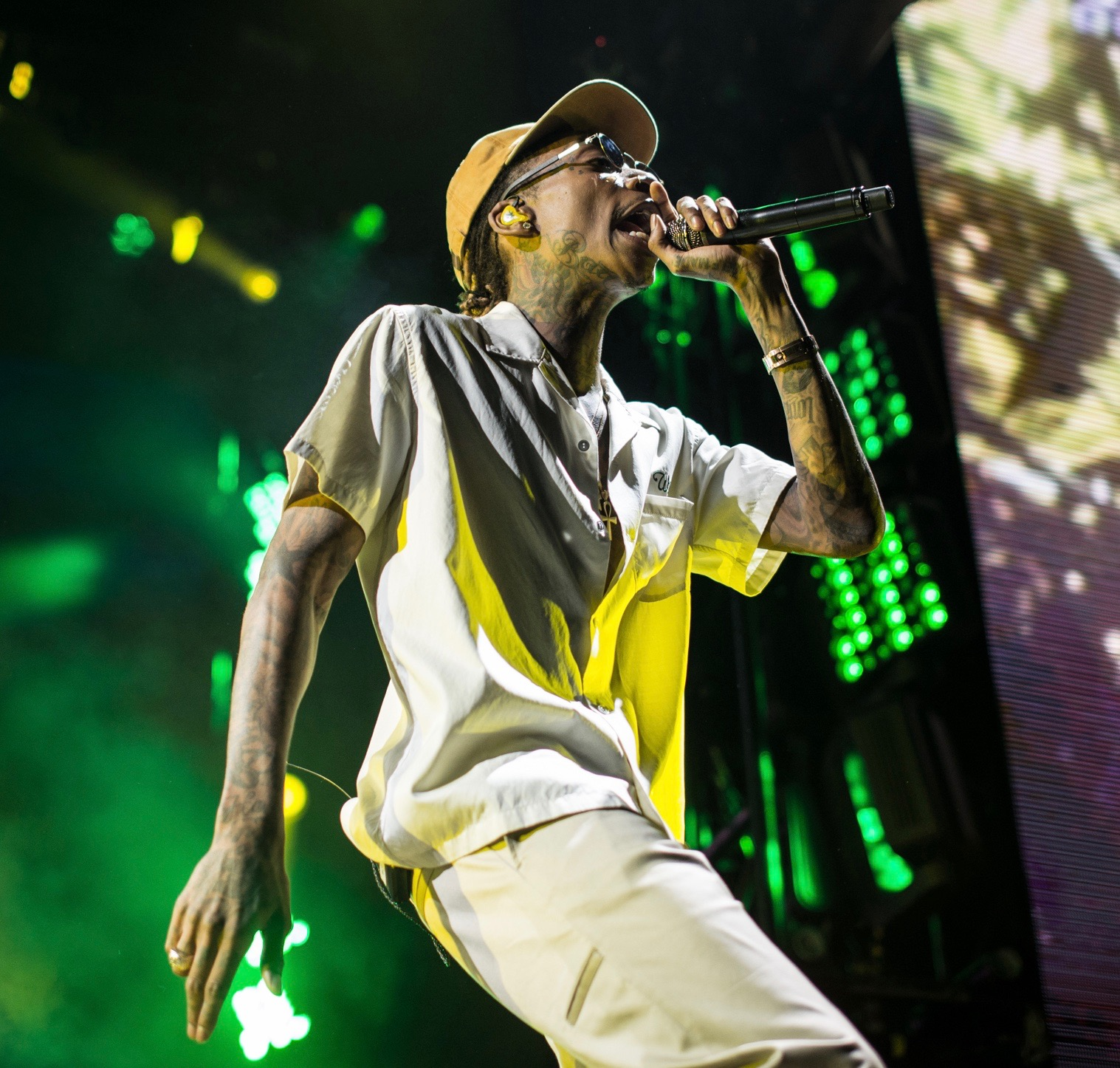
Wiz al Molson Canadian Amphitheatre nel 2016

Khalifa ha iniziato a frequentare la modella Amber Rose all'inizio del 2011. Si sono fidanzati il 1º marzo 2012, e si sono sposati l'8 luglio 2013. Hanno un figlio, Sebastian Taylor nato nel 2013. Il 24 settembre 2014 è stato annunciato che Rose avrebbe chiesto il divorzio, citando differenze inconciliabili. A partire dal 2015, Wiz e Rose hanno la custodia congiunta del loro figlio.
Khalifa è aperto sull'uso della cannabis, e in molte interviste ha sostenuto che spende $ 10.000 al mese per la cannabis e fuma tutti i giorni. All'inizio del 2014, Wiz non paga più la cannabis ed è sponsorizzata da The Cookie Company, un distributore di marijuana che vende il suo ceppo "Khalifa Kush" (KK).  Inoltre, nel 2016 Wiz è stato protagonista di uno spettacolo di cucina con Martha Stewart e Snoop Dogg, in cui l'erba era l'ingrediente principale.
Khalifa ha iniziato ad allenarsi nell'arte marziale del jiu-jitsu brasiliano nel maggio 2017 con Rigan Machado, cintura rossa e nera all'ottavo grado. Poco dopo, ha iniziato la formazione in Muay Thai con l'ex UFC titolo dei pesi gallo contendente Cat Zingano presso il Centro di Performance Unbreakable a Los Angeles. Il 24 aprile 2018, la leggenda del pugilato thailandese Saenchai ha ospitato un seminario privato Muay Thai per Khalifa presso l'Unbreakable.

## Onori
Il consiglio comunale di Pittsburgh ha dichiarato 12-12-12 (12 dicembre 2012) come Wiz Khalifa Day in città. Khalifa si è laureato alla Taylor Allderdice High School di Pittsburgh nel gennaio 2012 e ha acquistato una casa nella vicina Canonsburg, in Pennsylvania.

## Discografia

### Album in studio

#### Solisti
- 2006 – Show and Prove
- 2009 – Deal or No Deal
- 2011 – Rolling Papers
- 2012 – O.N.I.F.C.
- 2014 – Blacc Hollywood
- 2018 – Rolling Papers 2
- 2022 – Multiverse

#### In collaborazione
- 2016 – Rude Awakening (con Juicy J e TM88 come TGOD Mafia)
- 2019 – 2009 (con Curren$y)
- 2021 – Wiz Got Wings (con Sledgren e Cardo)
- 2022 – Stoner's Night (con Juicy J)
- 2022 – Full Court Press (con Big K.R.I.T., Smoke DZA e Girl Talk)

### Compilation
- 2016 – Khalifa

### EP
- 2013 - Live in Concert (con Curren$y)
- 2015 - Talk About It in the Morning (con Ty Dolla Sign)
- 2016 - O.N.I.F.C: 4 Years Anniversary
- 2017 - Kush & OJ: 7 Years Anniversary
- 2017 - Pre-Rolleds
- 2017 - Bong Rips
- 2020 - It's Only Weed Bro
- 2020 - The Saga of Wiz Khalifa
- 2020 - 3 Doobies
- 2020 - Just a Regular Day
- 2021 - Taylor Cinema

### Colonne sonore
- 2011 - Mac & Devin Go To High School (con Snoop Dogg)

### Mixtape
- 2005 - Prince of the City: Welcome to Pistolvania
- 2007 - Grow Season
- 2007 - Prince Of The City 2
- 2008 - Star Power
- 2009 - Flight School
- 2009 - How Fly (con Curren$y)
- 2009 - Burn After Rolling
- 2010 - Kush & Orange Juice
- 2011 - Cabin Fever
- 2012 - Taylor Allderdice
- 2012 - Cabin Fever 2
- 2014 - 28 Grams
- 2015 - Cabin Fever 3
- 2016 - TGOD vol. 1 (con la Taylor Gang)
- 2017 - Laugh Now, Fly Later
- 2019 - Fly Times, Vol.1: The Good Fly Young
- 2020 - Big Pimpin
- 2021 - #FUCC2020 (con DJ DaddyKat)
- 2021 - Taylor Nights (con la Taylor Gang e DJ DaddyKat)
- 2022 - G Rage (con la Taylor Gang)
- 2023 - See Ya
- 2023 - Khali Sober
- 2023 - Decisions
- 2024 - Wiz Owens

### Singoli
- 2008 - Say Yeah
- 2010 - Black and Yellow
- 2010 - Roll Up
- 2011 - On My Level (ft. Too $hort)
- 2011 - No Sleep
- 2012 - Work Hard, Play Hard
- 2012 - Remember You (ft. The Weeknd)
- 2013 - Let It Go (ft. Akon)
- 2013 - We Own It (ft. 2 Chainz)
- 2014 - We Dem Boyz
- 2014 - KK
- 2014 - Smoke Chamber
- 2015 - See You Again (ft. Charlie Puth)
- 2015 - The Play
- 2015 - Good for us
- 2015 - Say so
- 2015 - Burn Slow (ft. Rae Sremmurd)
- 2015 - King of Everything
- 2016 - Bake Sale (ft. Travis Scott)
- 2016 - Pull Up (ft. Lil Uzi Vert)
- 2017 - Something New (ft. Ty Dolla Sign)
- 2017 - Letterman
- 2018 - Real Rich (ft. Gucci Mane)
- 2018 - Hopeless Romantic (ft. Swae Lee)
- 2018 - Gin & Drugs (ft. Problem)
- 2018 - Fr Fr (ft. Lil Skies)
- 2019 - Alright (ft. Trippie Redd e Preme)
- 2019 - Wait for Me (con Carnage e G-Eazy)
- 2019 - Never Lie (ft. Moneybagg Yo)
- 2020 - Speed Me Up (con  Ty Dolla Sign, Lil Yachty e Sueco the Child)
- 2020 - Bammer (ft. Mustard)
- 2020 - Contact (ft. Tyga)
- 2020 - Still Wiz
- 2020 - Drums Drums Drums (con Travis Barker)
- 2020 - Slim Peter
- 2020 - The Thrill (con gli Empire of the Sun)
- 2020 - Cheers (con Blackbear)
- 2021 - Million Dollar Moment
- 2022 - Ordinary Life (con Imanbek e Kddk ft. Kiddo)
- 2022 - Iced Out Necklace
- 2022 - Bad Ass Bitches
- 2022 - #NeverDrinkingAgain
- 2023 - Sh Sh Sh (Hit That) (con i DVBBS ft. Urfavxboyfriend e Goldsoul)
- 2023 - Don't Text Don't Call (con Snoop Dogg)
- 2023 - Peace and Love
- 2024 - Jet Lag
- 2024 - Yellow Diamonds
- 2024 - Crispy T (feat. Sosamann)
- 2024 - 1200 to Smoke
- 2024 - Gym getting fine (ft. Young Deji e 24hrs)

### Collaborazioni
- 2007 - Lowridin' (Far East Movement feat. Wiz Khalifa, Bionik)
- 2009 - Inked & Tatted (Soulja Boy feat. Wiz Khalifa)
- 2011 - Best Night Of My Life (Jamie Foxx feat. Wiz Khalifa)
- 2011 - Choppa Choppa Down (Remix) (French Montana feat. Wiz Khalifa, Rick Ross)
- 2011 - French Inhale (Snoop Dogg feat. Wiz Khalifa)
- 2011 - Bright Lights, Bigger City (Cee Lo Green feat. Wiz Khalifa)
- 2011 - Oh My (Dj Drama feat. Wiz Khalifa, Fabolous & Roscoe Dash)
- 2011 - Young, Wild & Free (Snoop Dogg & Wiz Khalifa feat. Bruno Mars)
- 2011 - Till I'm Gone (Tinie Tempah feat. Wiz Khalifa)
- 2011 - 5 O'Clock (T-Pain feat. Wiz Khalifa & Lily Allen)
- 2012 - Payphone (Maroon 5 feat. Wiz Khalifa)
- 2012 - Till I Die (Chris Brown feat. Wiz Khalifa & Big Sean)
- 2012 - Don't Make Em like You (Ne-Yo feat. Wiz Khalifa)
- 2012 - Celebration (The Game feat. Wiz Khalifa, Chris Brown, Tyga, Lil Wayne)
- 2012 - Adorn (Remix) (Miguel feat. Wiz Khalifa)
- 2013 - Hate Bein' Sober (Chief Keef feat. Wiz Khalifa, 50 Cent)
- 2013 - Molly (Tyga feat. Wiz Khalifa, Mally Mall)
- 2013 - NBA (Joe Budden feat. Wiz Khalifa, French Montana)
- 2013 - Beat It (Sean Kingston feat Wiz Khalifa, Chris Brown)
- 2013 - 23 (Mike Will Made It feat. Miley Cyrus, Wiz Khalifa and Juicy J)
- 2013 - Feelin' Myself (will.i.am feat. Miley Cyrus, Wiz Khalifa, French Montana)
- 2013 - Bugatti (Remix) (Ace Hood feat. Wiz Khalifa, Meek Mill, French Montana, 2 Chainz, Future, Birdman, T.I.)
- 2013 - Irie (Ty Dolla $ign feat. Wiz Khalifa)
- 2014 - Shell Shocked (Juicy J feat. Wiz Khalifa e Ty Dolla $ign)
- 2014 - Talkin' Bout (Juicy J feat. Wiz Khalifa, Chris Brown)
- 2014 - Or Nah (Ty Dolla $ign feat. Wiz Khalifa, Mustard)
- 2014 - Dirty Work (Akon feat. Wiz Khalifa)
- 2014 - Party Girls (Ludacris feat. Wiz Khalifa, Jeremih, Cashmere Cat)
- 2015 - For Everybody (Juicy J feat. Wiz Khalifa e R. City)
- 2015 - Go Hard Or Go Home (Iggy Azalea feat. Wiz Khalifa)
- 2015 - In The Mind Of A Stoner (Machine Gun Kelly feat. Wiz Khalifa)
- 2015 - Uma Thurman (Fall Out Boy feat. Wiz Khalifa)
- 2016 - Hello, Hello (Huang Zitao feat. Wiz Khalifa)
- 2016 - Kush Ups (Snoop Dogg feat. Wiz Khalifa)
- 2016 - Sucker For Pain (Lil Wayne feat. Wiz Khalifa, Ty Dolla $ign, Imagine Dragons, Logic, X-Ambassadors)
- 2016 - Fuck Apologies (JoJo feat. Wiz Khalifa)
- 2017 - Gang Up (Young Thug, 2 Chainz e PnB Rock)
- 2018 - When I Grow Up (Dimitri Vegas & Like Mike feat. Wiz Khalifa)
- 2019 - Solitary (Berner & Mozzy feat. Wiz Khalifa)
- 2019 - One Thought Away (Asher Angel feat. Wiz Khalifa)
- 2019 - Sugar (Baby Goth feat. Wiz Khalifa)
- 2019 - Wassup (Berner feat. Wiz Khalifa & Chevy Woods)
- 2019 - Pince Akeem (Mike Posner feat. Wiz Khalifa)
- 2019 - Proofread (Famous Dex feat. Wiz Khalifa)
- 2019 - Pack Loud (Hitmaka feat. Wiz Khalifa, French Montana & Travis Scott)
- 2019 - Up (Sena Kana feat. Wiz Khalifa & Sheppard)
- 2020 - No Time (Cheat Codes & DVBBS feat. Wiz Khalifa & PRINCE$$ ROSIE)
- 2020 - Where I'm From (Lukas Graham feat. Wiz Khalifa)
- 2020 - One Whole Day (Dixie D'Amelio feat. Wiz Khalifa)
- 2020 - All the Smoke (Tyla Yaweh feat. Gunna & Wiz Khalifa)
- 2021 - Too Late (Cash Cash feat. Wiz Khalifa & Lukas Graham)
- 2021 - Used to Be (Steve Aoki & Kiiara feat. Wiz Khalifa)
- 2024 - Mississippi Drive (Diss Gacha feat. Wiz Khalifa)

## Filmografia
- The After Party, regia di Ian Edelman (2018)
- Dickinson – serie TV, 4 episodi (2019-2021)

## Doppiatori italiani
- Alessio Puccio in Mac & Devin Go to High School
- Andrea Mete in Dickinson

Da doppiatore è sostituito da:
- Christian Iansante in Duncanville